# Fosfonoalanina
El fosfonato natural fosfonoalanina, comienza a partir de la reorganización del fosfoenolpiruvato (figura [1]) en fosfonopiruvato (figura [2]), una reacción catalizada por la enzima fosfoenolpiruvato mutasa (PepM). En este proceso de equilibrio, la termodinámica favorece al fosfonoenolpiruvato por un factor de al menos 500. Por lo tanto, el fosfonopiruvato tiene que convertirse rápidamente en compuestos metabólicamente útiles, favoreciendo ese desplazamiento mediante otras reacciones. Una vez se ha generado el fosfonopiruvato, una transaminasa todavía no caracterizada, dependiente de piridoxal fosfato (PLP) que está relacionada por secuencia con la aspartato aminotransferasa, cataliza la transferencia de amoníaco de un donante de aminoácidos, a un receptor de α-cetoácido, transformando el fosfonopiruvato en fosfoalanina (figura [3]):